# Anatolij Michiejew
Anatolij Nikołajewicz Michiejew (ros. Анатолий Николаевич Михеев, ur. 3 czerwca 1911 w mieście Kiem, zm. 23 września 1941 we wsi Żdany,obecnie w rejonie łubieńskim) – Rosjanin, funkcjonariusz radzieckich służb specjalnych, komisarz bezpieczeństwa państwowego III rangi.

## Życiorys
W 1927 skończył szkołę II stopnia w Archangielsku, 1927-1933 członek Komsomołu, od marca 1932 w WKP(b). Od września 1928 do maja 1931 studiował w szkole wojskowo-inżynieryjnej Leningradzkiego Okręgu Wojskowego i równocześnie był dowódcą plutonu Armii Czerwonej w Ukraińskim Okręgu Wojskowym, od maja 1932 do listopada 1933 dowódca kompanii saperskiej, następnie służył w wojskach OGPU - dowódca dywizjonu 4 Pogranicznej Szkoły OGPU/NKWD w Saratowie, 1935-1939 studiował w Akademii Wojskowo-Inżynieryjnej Armii Czerwonej im. Kujbyszewa, od 1936 starszy porucznik, od 1938 kapitan, od 1939 major Armii Czerwonej. Od 4 lutego do 7 września 1939 szef Wydziału Specjalnego NKWD Orłowskiego Okręgu Wojskowego (od 4 lutego 1939 kapitan bezpieczeństwa państwowego), od 7 września 1939 do 23 sierpnia 1940 szef Wydziału Specjalnego NKWD Kijowskiego Okręgu Wojskowego w stopniu majora bezpieczeństwa państwowego, od 23 sierpnia 1940 do 12 lutego 1941 szef Wydziału Specjalnego Głównego Zarządu Bezpieczeństwa Państwowego, od 8 lutego do 19 lipca 1941 szef Zarządu 3 Ludowego Komisariatu Obrony ZSRR, od 1941 komisarz dywizyjny. Od 29 lipca 1941 komisarz bezpieczeństwa państwowego III rangi i szef Wydziału Specjalnego NKWD Frontu Południowo-Zachodniego. 26 kwietnia 1940 odznaczony Orderem Czerwonej Gwiazdy. 
Zginął w walkach na froncie.